# Кобелячек (Кременчугский район)
Кобелячек (укр. Кобелячок) — село,
Кобелячковского сельского совета Кременчугского района Полтавской области Украины.
Код КОАТУУ — 5322481901. Население по переписи 2021 года составляло 583 человек.
Является административным центром Кобелячковского сельского совета, в который, кроме того, входит село
Малики.

## Географическое положение
Село Кобелячек находится на берегах реки Сухой Кобелячек,
выше по течению на расстоянии в 2,5 км расположено село Комендантовка (Кобелякский район), 
ниже по течению на расстоянии в 3 км расположены сёла Пришиб и Работовка.

## Галерея

Помещение старостата

Зимний школьный двор

Центральная остановка

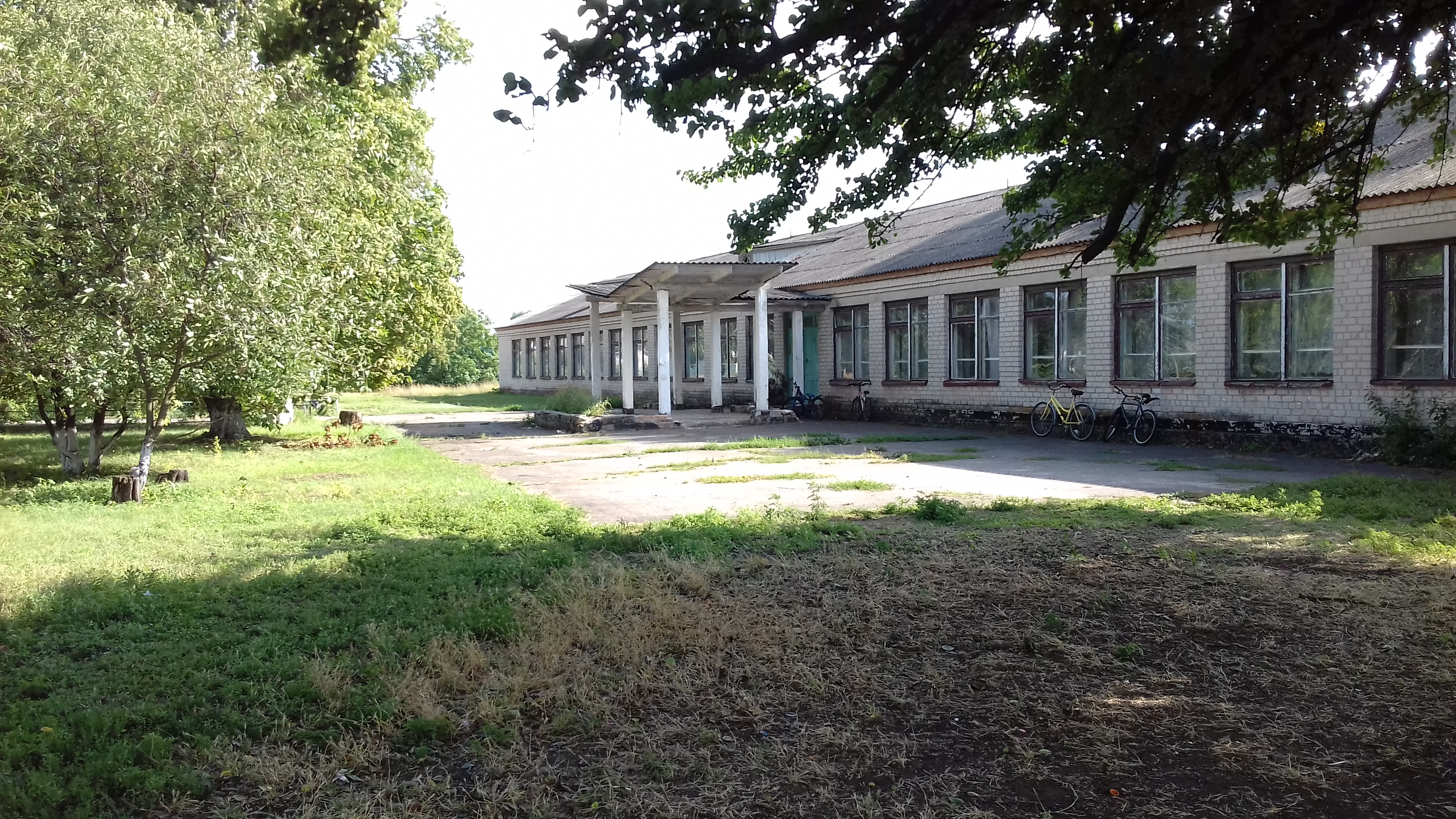
Школа

Центр села

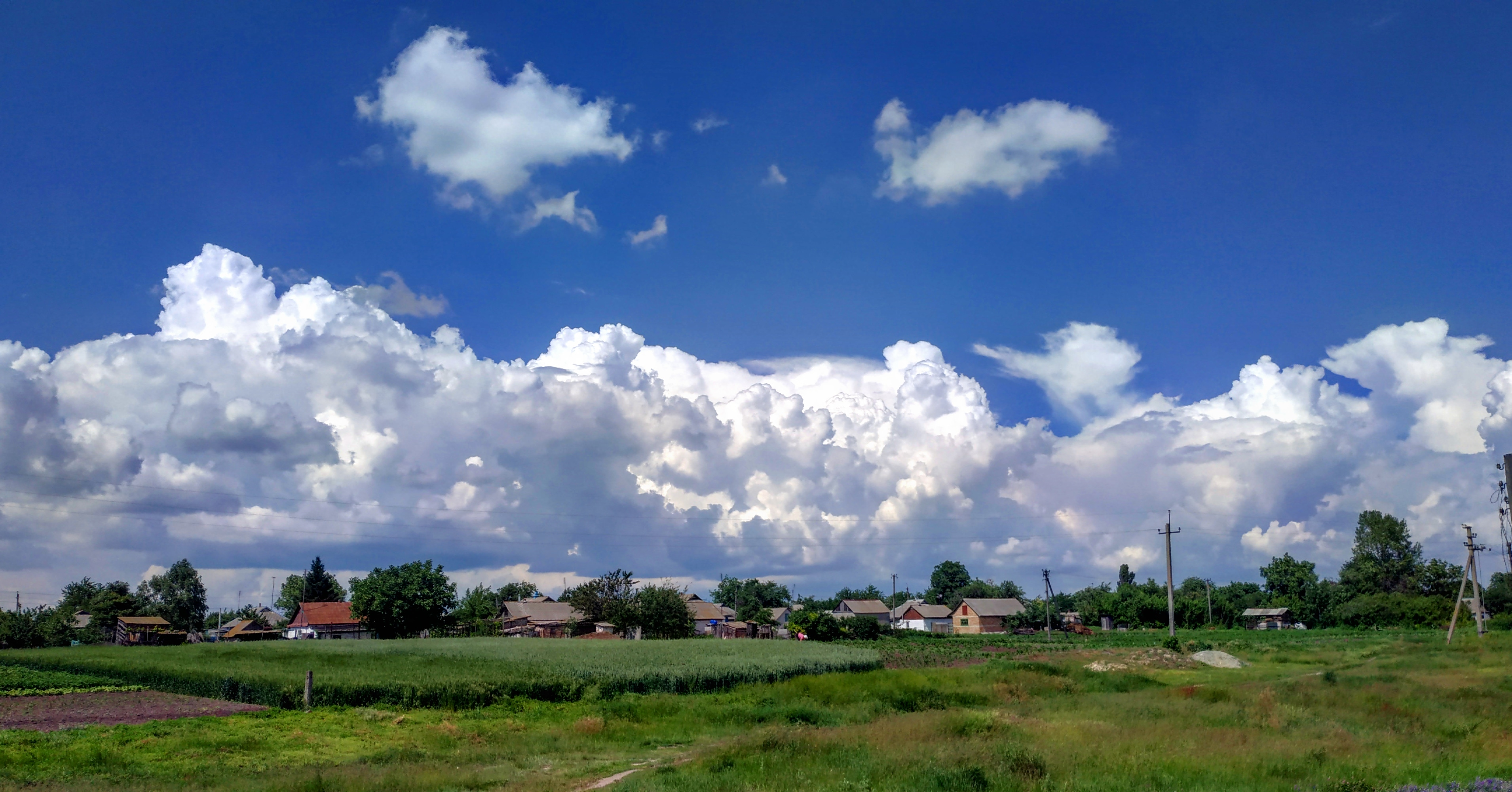
Виды села

река Сухой Кобелячек

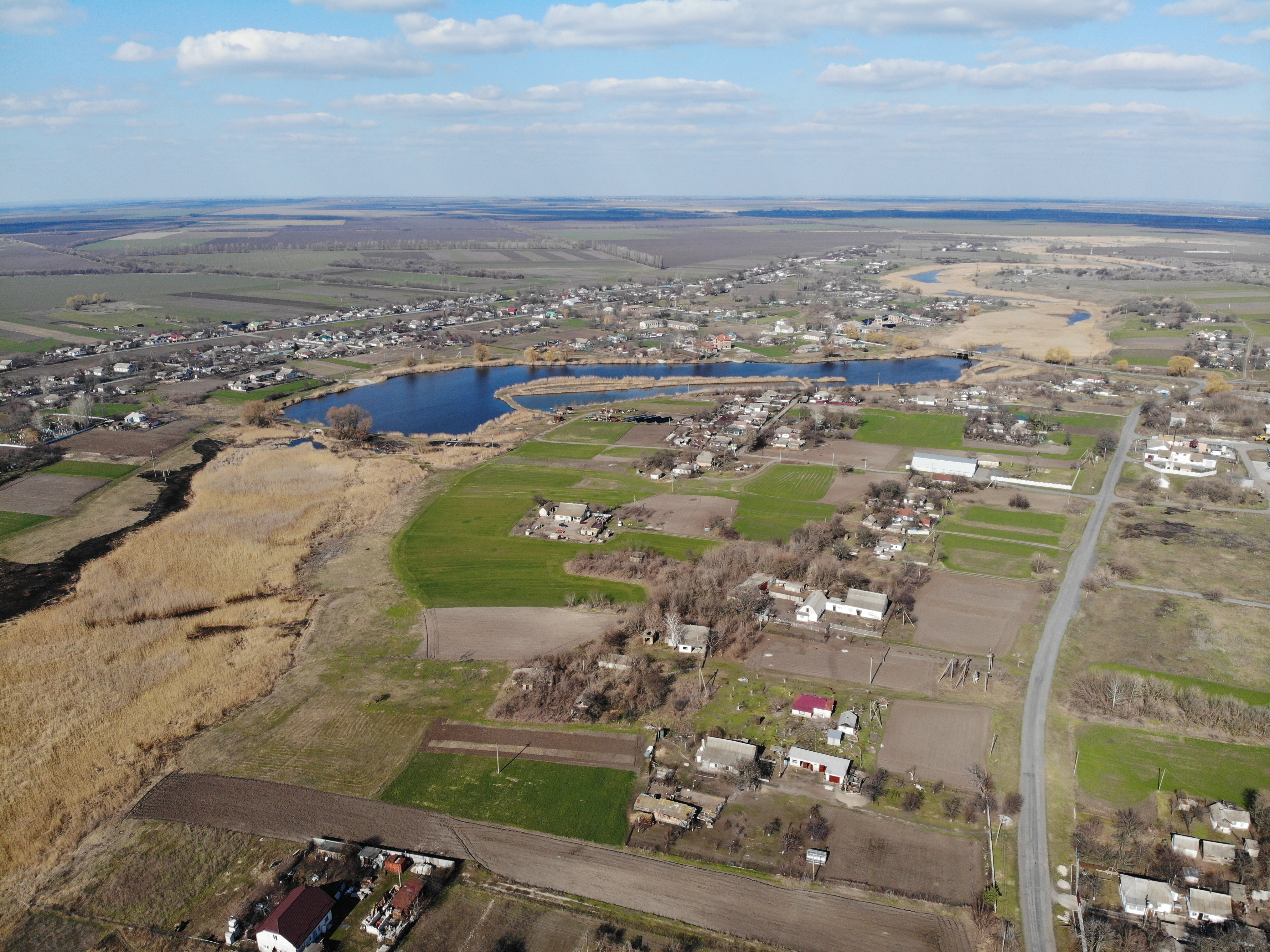
Кобелячек з птичего полета

Скульптурная композиция

## Религия

Крестовоздвиженский храм

• Крестовоздвиженский храм.

## Экономика и социальные сферы
Сегодня на территории села 12 фермерских хозяйств, 12 частных предприятий 80 единоличников, которые самостоятельно обрабатывают свои земельные паи.  Другие земельные паи сданы в аренду фермерским хозяйствам.

### Фельдшерско-акушерский пункт.
Первый медицинский пункт в селе был создан в 1944 году. Это была обычная глиняная хижина по улице Рассветная. Санитаркой там работала Журба Александра Прокиповна. В 1947 году медицинский пункт был перенесен в дом Тимофея Ефимовича. В 50-х годах в доме Даценко Мотри Даниловны по улице Филиппа Орлика был организован медицинский пункт и роддом. В 1958 году медицинский пункт был перенесен на улицу Победы. Он имел два отделения: приемную и родильное. В 1969 году колхоз имени Свердлова во главе с председателем Шевченко Василием Михайловичем построил новое просторное помещение для фельдшерско-акушерского пункта.

Фельдшерсько-акушерський пункт

## История

### Происхождение названия
История села уходит в глубокую древность. Достоверных материалов о происхождении села нет, а сторожили вспоминают, что господин Андрей Неровный выиграл наше село у господина, которого называли Кобельський. Кроме того, за собак выменял у своего друга из Петербурга мастерового человека - Яков Осипова. Первые упоминания о населении села относятся к 3—4 ст. до н.э. Каменные топоры-молотки свидетельствуют, что они относятся к периоду неолита. 

### Древние времена
По данным Полтавского архива значится: Кобелячек отнесены к категории сел в 1803 г. в связи с переносом с Келеберды деревянной Покровской церкви. В этом же году центром Кобелячковской волости Кременчугского уезда с переносом в село стала Полтавская губерния.  
Есть на карте 1826-1840 годов.
По переписи населения в 1859 г. в селе насчитывалось 246 двора (в которых проживало 2445 жителей, из них — 1109 мужчин, 1247 — женщин). В 1890 году в волости было 5893 десятины земли. Почти вся она принадлежала господину Неровному, сельской старшине, церковным служителям. На территории Кобелячковской волости, которая охватывала несколько сел, насчитывалось 120 мельниц — преимущественно ветряков, 1 паровая мельница, 11 маслобоен, 3 кузницы.  
В селе господином Неровным был построен кирпичный завод. Но дома из кирпича имели только господин Неровный и член государственной думы Удовицкий Гавриил. При церкви действовала церковно-приходская школа и библиотека. 
В 1900 году была основана трёхклассная школа, обучение было платное. По переписи 1900 года в Кобелячке Кобелячковской волости с хуторами Булахи, Гавы, Калашники, Кирилловки, Кушки, Малики, Маньки, Мышки, Нepивни, носил, Пальчики, Прокопенки, Рили, Степанки, Троцкое насчитывалось всего 533 двора, 262 домохозяйства, населения 3773 человека, в том числе мужчин — 1928, женщин — 1845; земли собственной — 4426 десятин 949 квадратных саженей, 1 земская и 1 церковно-приходской школы, как и ранее, 2 ярмарки.
По данным в 1910 году, в Кобелячке без хуторов было 166 хозяйств, из них казаков — 127, крестьян — 17, других непривилегированных — 10, привилегированных (дворян) — 12 хозяйств. Жителей — 1028 человек. Земли — 1219 десятин, в том числе пахотной — 1086 десятин. Было две мельницы простого помола, а в 1913 году еще записано маслобойный и просорушки. Кроме земской и церковно-приходской школы, действовали две школы грамоты.

### Советское время
1917 году к власти пришло новое правительство. Был создан волостной революционный комитет. В 1929 году в селе Кобелячек было создано коллективное хозяйство. И его председателем был Кобеляцкий Н. Я., позже стал Волк Ф.Т. Было открыто сельбуд. При этом работали следующие секции: научно-политическая, драматическая, хоровая, военно-спортивная. Кобелячан участники военных соревнований в Харькове. На средства, собранные ими, армии был подарен танк. До войны колхоз имени Свердлова был миллионером (в него входили село Малики и хутор Рогозное).

### Послевоенный период
В послевоенный период, в восстановление народного хозяйства колхоза и села большой вклад внесли головы: Работа П.А. и Шевченко В.М., Гусеница В.М. Село изменилось, расстроилось, жизнь людей становилась лучше. Был построен колхозный ток, коровники, помещения для свиней, автогараж, 8-летняя школа, детский сад «Вишенка», баня, ФАП, маслобойня, мельница, почта, контора колхоза, дом культуры, магазины, дороги с асфальтовым покрытием, возрожденный колхозный сад, пошло строительство в частном секторе, строились квартиры для специалистов, на территории села заработал кирпичный завод, улучшилась связь между городом и деревней, на смену ручному труду пришли машины. В 80-х годах построена столовая на 150 мест.
С 15 августа 1959 по 1987 год почти 20 лет Кобелячек и территория Кобелячковского сельсовета входили в состав Саловского сельсовета.

### Независимость
Проходят годы, все меняется. В 90-х годах вышел закон о фермерских и сельскохозяйственных хозяйствах, позже о розпаевание земли, так коллективные хозяйства стали не рентабельными. На сегодня на территории села 12 фермерских хозяйств, 12 частных предприятий 80 единоличников, которые самостоятельно обрабатывают свои земельные паи. Другие земельные паи сданы в аренду фермерским хозяйствам.
В 1987 году создан сельский совет, на сегодняшний время органы местного самоуправления возглавляет Черепаха Таисия Михайловна. В 2006 году село газифицировалось. Работает сельский клуб, на 150 мест, ФАП, работает сельская библиотека — библиотекарь Копшурова С. Г. и музей села имени Ульяны Олефир. В 2000 году закрыт детский сад, а в 2008 году — школа.

## Достопримечательности
• Братская могила советским воинам;
• Памятный знак на месте медсанбат;

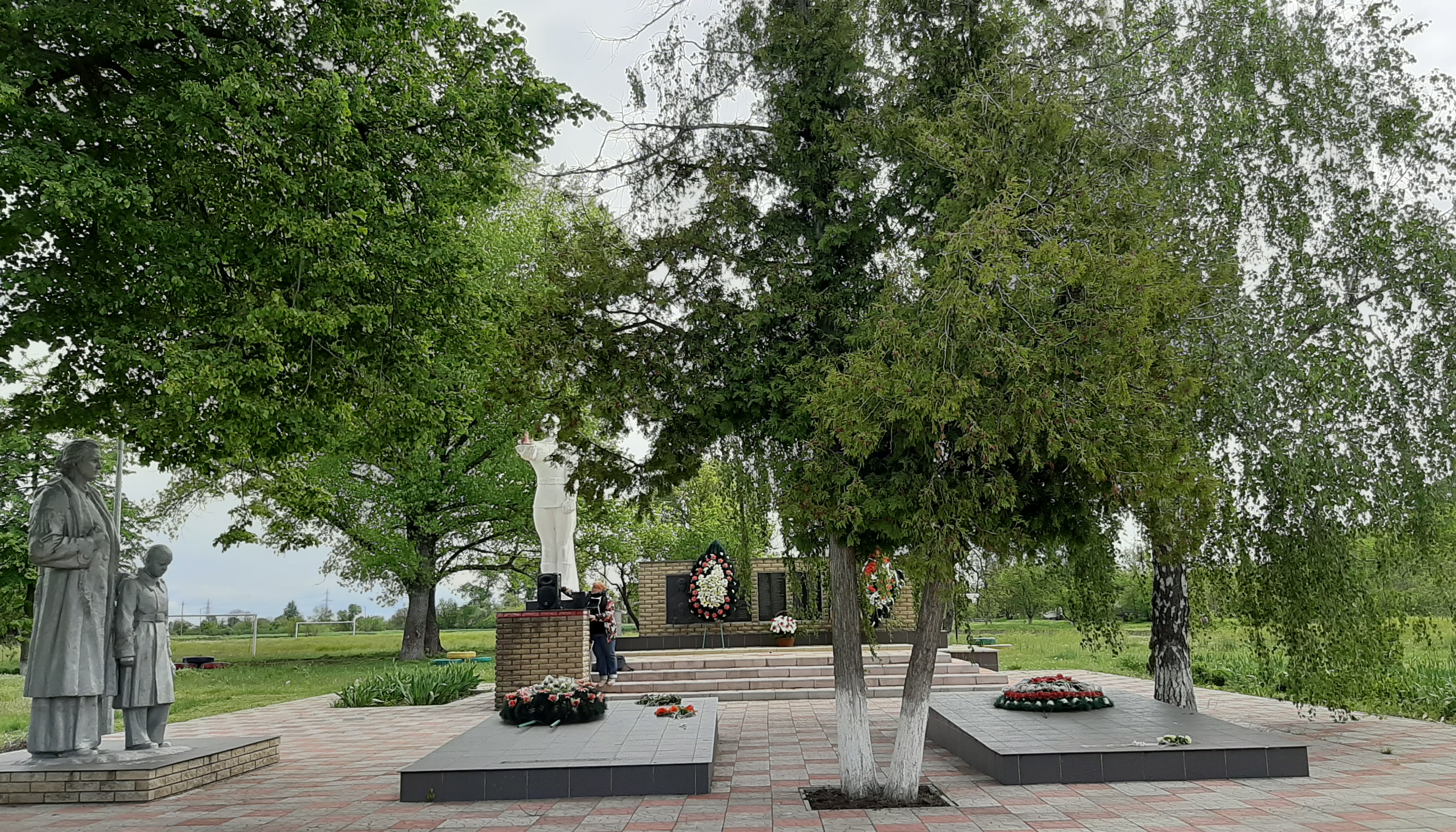
Братская могила советских воинов

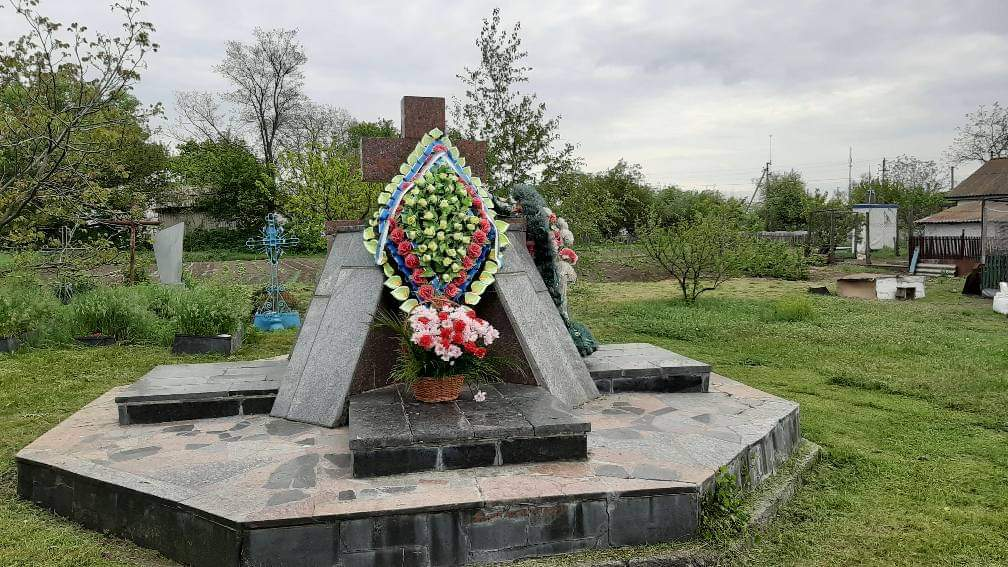
Памятный знак на месте медсанбата

• скульптурная композиция «Мать с младенцем»;

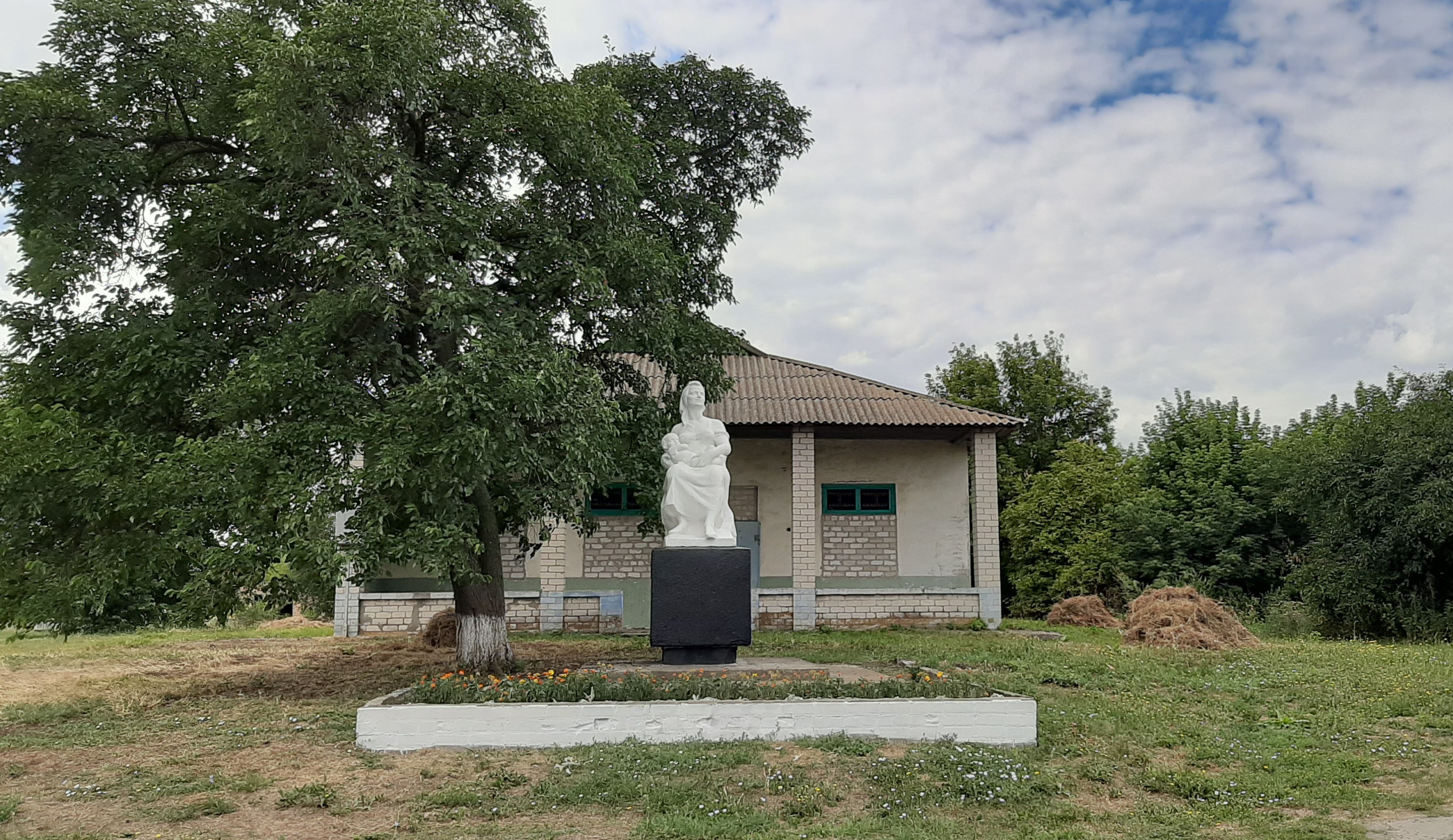
скульптурная композиция «Мать с младенцем»

• памятник В. И. Ленину (снесённый);

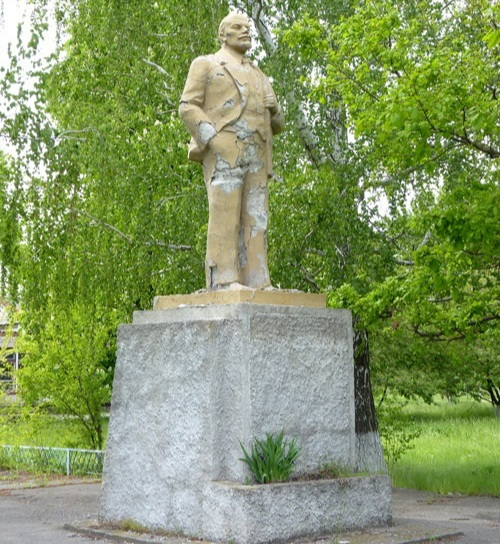
памятник В.И. Ленину

• памятник У. М. Свердлову (снесённый).

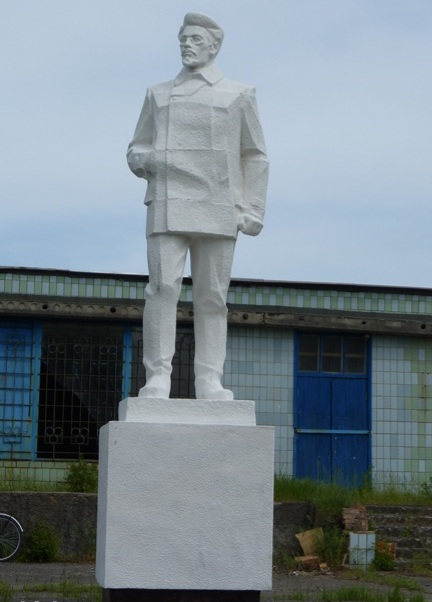
памятник Я. М. Свердлову

## Культура

### Кобелячковская библиотека-филия
Первая библиотека на селе была открыта при церковно-приходской школе. В ней в основном были богословские книги, азбуки и книги по садоводству и пчеловодству. В бурные революционные годы библиотека была разграблена. В 1920 году по инициативе Гасиенко Фалейлона Федоровича была открыта изба-читальня. Библиотекарь избы-читальни 20-30-х годов была Удовицкая Екатерина Степановна. При библиотеке действовал комитет с неграмотностью, а также Женский совет. Дом-читальня работал до начала войны. С началом фашистской оккупации библиотеку закрыли, а в 1943 году при отступлении фашисты сожгли библиотеку. После войны учитель истории Олефир Ульяна Семеновна начала собирать подшивки газет и уцелевшие книги у жителей села. Официально библиотека в селе была открыта в 1949 году, располагалась она в хижине на центральной улице. В 1970 году библиотека была перенесена в помещение сельского дома культуры. Основной фонд библиотеки составляет 6000 единиц хранения.

### Кобелячковский народный музей имени Ульяны Олефир
В ноябре 1964 года был открыт «Музей колхоза имени Свердлова». В течение 40 лет музей возглавляла Олефир Ульяна Семеновна, директор местной школы, опытный специалист, энтузиаст музейного дела. Именно она привлекла для работы по созданию сельского музея учащихся, учителей, жителей села. В небольшую комнату в доме культуры несли разные предметы старины, интересные находки и вещи, фото и документы. Так, в музее начали появляться первые экспонаты. Большую поддержку в своей деятельности энтузиасты музейного дела нашли в лице главы местного колхоза Шевченко Василия Михайловича. Идею создания музея поддержал своим решением и Саловский сельский совет, в ведении которого находилось в то время село Кобелячек. Ведь это дело было новым в масштабах целого Кременчугского района! Для обустройства первой в районе музейной экспозиции решили передать одну из комнат нового сельского клуба. Эта комната изначально предназначалась для досуга сельской молодежи, здесь планировали установить бильярдный стол, но Ульяна Семеновна проявила настойчивость, привела убедительные аргументы. В конце концов, решили, что целесообразнее будет разместить в этой комнате сельский музей. Почитая ее светлую память в 2004 году музею присвоено имя Ульяны Олефир. При достижении высокого уровня исследовательской, культурно-образовательной и воспитательной работы в 2016 году музею присвоено звание «Народный». Музейный фонд насчитывает более 7000 экспонатов, размещенных в экспозиции музея, кроме того, многочисленные артефакты хранятся в фондах музея и ждут своей очереди.

### Кобелячковский сельский дом культуры
При Кобелячковском СДК действует: Народная женская группа «Чураевна», дуэт «Надежда», дуэт «Сестры» и разные детские кружки.

В настоящее время помещение дома культуры временно не работает, в связи с реконструкцией здания.

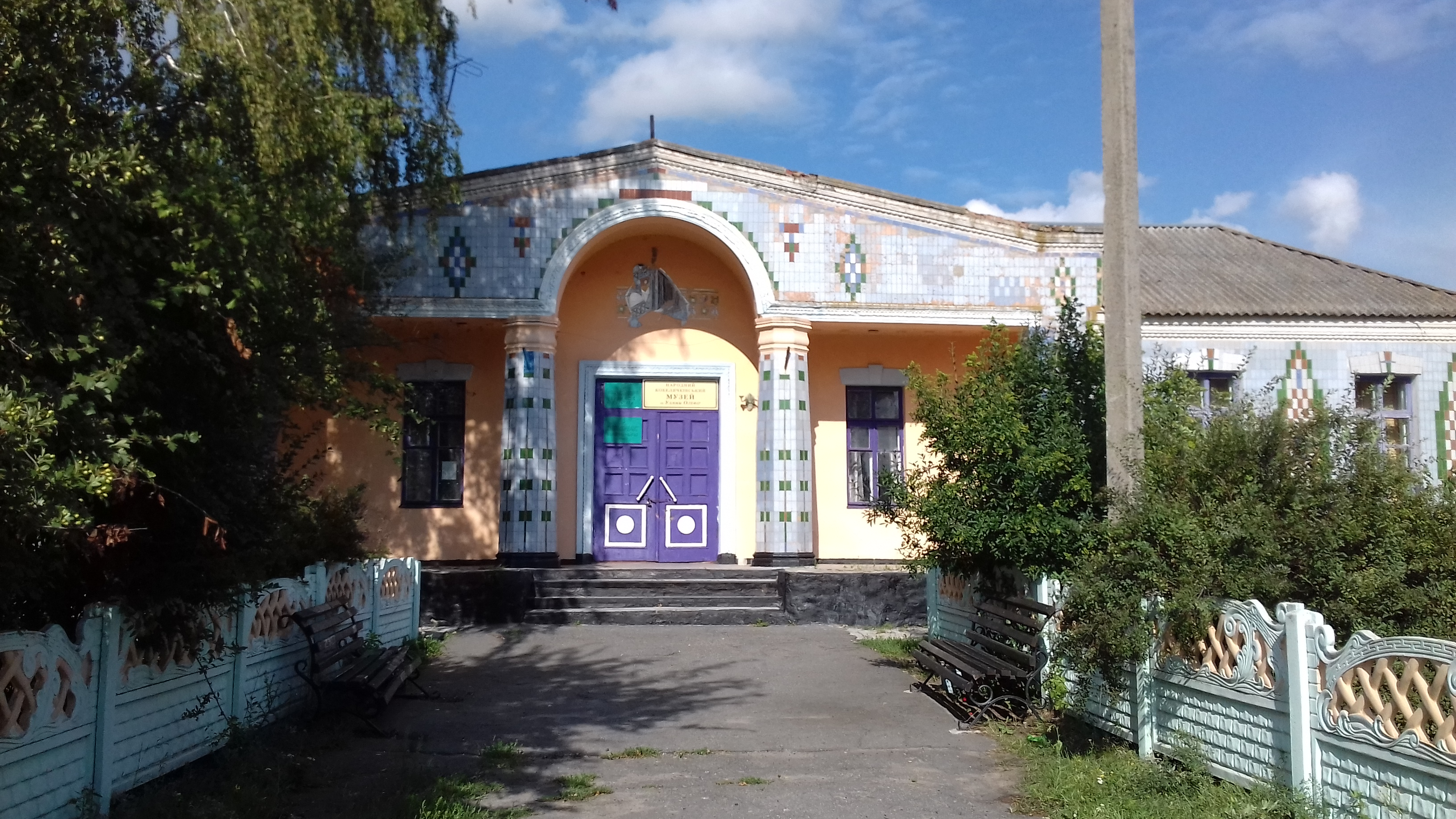
Дом культуры в селе Кобелячек

## Население
На 2001 год 716